# Základní škola Velká Bíteš, Tišnovská 116
Základní škola Velká Bíteš, Tišnovská 116 je základní škola ve Velké Bíteši. Je školou zaměřenou na vzdělávání dětí se specifickými vzdělávacími potřebami.

## Historie
Škola byla založena 23. května 1974 a byla zřizovaná Školským úřadem Žďár nad Sázavou. V roce 2000 získala právní subjektivitu a jejím zřizovatelem se stal Kraj Vysočina. Od roku 2004 převzalo školu město Velká Bíteš. Tak, jak se měnili zřizovatelé, měnil se postupně i název z původního názvu „Zvláštní škola“ na „Speciální škola“ až po současný název „Základní škola Velká Bíteš, Tišnovská 116, příspěvková organizace“.

## Vzdělávání
Škola je zaměřena na vzdělávání dětí se specifickými vzdělávacími potřebami. Jednou z priorit školy je maximální individualizace výuky a využití speciálních reedukačních, stimulačních a rehabilitačních metod. Při vzdělávání aplikuje škola prvky alternativní a augmentativní komunikace. Nejpoužívanější metodou náhrady komunikace je VOKS (Výměnný obrázkový komunikační systém).
Mezi pracovní a relaxační prostory patří kmenové třídy, snoezelenová místnost vybavená vodním lůžkem a audioviziálním systémem pro terapie (např. míčkování, aromaterapie, aromamasáž, rehabilitace – rehabilitační tělocvik), pracovna logopedie určená k individuální a skupinové terapii. Pro environmentální výchovu se využívá školní zahrada s učebnou v přírodě, hmatovou stezkou a školním arboretem. Učebna dílen a cvičná kuchyňka slouží k zdokonalení praktických dovedností.
Pro děti přípravné třídy ZŠ speciální je třída vybavena zónou pro relaxaci a terapie, jejíž součástí je vodní lůžko, relaxační kuličkový bazének a polohovací pomůcky. Mezi využívané IC technologie patří PC stanice, které jsou ve všech kmenových třídách, ve školní družině, v logopedické pracovně. Některé z nich jsou vybaveny speciálním příslušenstvím pro handicapované uživatele. Od roku 2001 je škola zařazena do sítě zdravých škol. Každoročně úspěšně realizuje projekty a granty na regionální či republikové úrovni. V roce 2011 byla škola hodnocena Českou školní inspekcí jako „škola dobré praxe“.